# Wyzwolenie w hinduizmie
Wyzwolenie – stan będący celem rozwoju duchowego w tych tradycjach hinduistycznych, które dążą do uwolnienia od cykliczności sansary, prawa karmana zmuszającego do ponownej inkarnacji na Ziemi i doświadczanego tutaj cierpienia
materialnej egzystencji. To zanik stanu zniewolenia wynikłego z uwięzienia jaźni w materii. Stan wyzwolenia można określać jako przejście ponad uwikłania w nierzeczywistość i iluzje maji lub prakryti. Osiągnięcie wyzwolenia przez hinduistę jest równoznaczne z przekroczeniem kondycji inkarnowanej istoty ludzkiej
i uzyskaniem innej (doskonalszej jakościowo) relacji z religijnym ideałem. Wiedzę:
- jaka jest droga dojścia do tego celu,
- jaki będzie charakter tej wzajemnej relacji (służba, roztopienie, zjednoczenie itd.),
- jakiej natury istota (isztadewata, Purusza, Absolut itd.) będzie jej adresatem, rozliczne nurty w łonie hinduizmu precyzują w sposób odmienny, sobie właściwy. Ta wielość dróg dojścia zrodziła mnogość określeń celu, jak i nazw dla tych, którzy tam dotarli.

Doktryny dróg prowadzących do wyzwolenia bazują na tezie, iż każdy czyn dowolnej istoty (tak ludzkiej, jak i boskiej) wywołuje skutek o określonej wartości moralnej i że istoty muszą doświadczyć owoców wszystkich swoich działań. Muszą więc doświadczyć też całości skutków swoich indywidualnych dążeń do religijnego ideału.

## Wiedza o wyzwoleniu
Pouczenia traktujące o wyzwoleniu zawierają dzieła zaliczane do klasy mokszaśastra. Zalicza się do nich: wedy, upaniszady, brahmany, tantry oraz liczne gity, purany i sutry.

## Możliwość osiągnięcia wyzwolenia za życia
- Tradycje głoszące możliwość wyzwolenia w ciele fizycznym:
  - sankhja (Sankhjakarika)
  - joga (Jogasutry)
  - adwajtawedanta
    - upaniszady
    - Bhagawadgita i Asztawakragita
    - Wedantasutry

  - baulowie[6]

- Tradycje zaprzeczające możliwości całkowitego wyzwolenia za życia:
  - njaja
  - mimansa

## Proces osiągania wyzwolenia

### Wyzwolenie natychmiastowe i stopniowe
Najogólniejszy podział sposobów osiągnięcia wyzwolenia (mukti), wskazuje na dwie możliwości:
1. sadjamukti – ścieżka bezpośrednia, prowadząca do bezpośredniego wyzwolenia
2. kramamukti – ścieżka stopniowa, prowadząca ku ostatecznemu celowi poprzez kolejne etapy[7].

Dzieło Bryhatkhećariprakaśa Ballala, będące komentarzem do tekstu Khećariwidja, nazywa te dwie możliwości jako:
1. kewalamukti (odnośnie do nagłego zdarzenia)
2. kramamukti (odnośnie do wyzwolenia przebiegającego stopniowo)[8].

### Etapowanie w systemach saguna
W systemach saguna dążących do realizacji wyzwolenia poprzez osobowego Boga, gdzie Najwyższa Istota to Iśwara lub forma sagunabrahmana, ma miejsce proces stopniowy.
- Cztery etapy wyzwolenia wyznawców Śiwy wymienia Śankara w hymnie Fala szczęścia Śiwy[9].

- Pięciostopniowy proces wyzwolenia:

1. saryszti,
2. salokja,
3. samipja,
4. sarupja,
5. sajudźja

według tradycji Śriwidja przedstawia Adi Śankara w hymnie Fala Piękna (Saundaryalahari). Etap ostatni, nieustającego nieprzemijającego szczęścia wyzwolenia osiąga wielbiciel, który dotarłszy drogą suszumnanadi do sahasrary, zrealizował tam stan kaiwalji (jedyność), wobec rezydujących w tej ćakrze, pozostających w unifikacji Śiwy i Śakti.
- Jogasutry – opisują stopniową drogę jogi, jako osiąganie kolejnych rodzajów samadhi

### Metody
Stosownie do nauk doktrynalnych danej tradycji duchowej (sampradaja) lub świętego, możliwe jest osiągnięcie celu wieloma metodami (marga – droga). Ta wielość możliwości odpowiedzialna jest za istnienie wielu nurtów hinduizmu, odmiennych systemów jogi czy akceptacje niespójności pomiędzy naukami hinduistycznych nauczycieli. Przykładowe koncepcje:
- dewajana (droga bogów, droga dew) – droga prowadząca osoby przestrzegające zalecenia religijne Wed do nieba dew, by na następnym etapie uwolnili się całkowicie z niewoli samsary.

- kramamukti – we wczesnych upaniszadach uzyskiwanie wyzwolenia metodą odpowiadającą podążaniu drogą bogów określane jest jako kramamukti (stopniowe wyzwolenie). Jednocześnie wskazuje się tam też możliwość sadjomukti (natychmiastowego wyzwolenia wytworzonego samoistnie – bez zewnętrznej pomocy) dla jednostek zdolnych do utrzymania postawy szczególnie intensywnego wyrzeczenia[11].
- sadjomukti – samoistnie wytworzone wyzwolenie poprzez dźńanę, która posiada dwa znaczenia: sarwarupadźńana (absolutna świadomość będąca celem końcowym) i krijadźńana (procesy intelektualne jako środki wspierające cel końcowy)[12]

- karmamarga – głosząca wyzwolenie poprzez bezinteresowne (całkowicie nieegoistyczne) działania * bhaktimarga – najwyższą moc wyzwalającą upatruje w oddaniu Bogu (proces bhakti)

- według Śiwasutr wyzwolenie można osiągnąć poprzez jeden z trzech sposobów:

1. śambhawa upaja – wchłonięcie w świadomość Śiwy
2. śakta upaja – percepcja Istoty, która zamanifestowała wszechświat # anawa upaja – sadhany i rytuały jogiczne[13]

- ćetjamuktata – droga umysłowego wyzwolenia. To metoda dźńanajogi objaśniana w dziele Jogawasisztha przypisywanemu Walmikiemu, twórcy Ramajany[14].

- arćirmarga – wskazywana w Upaniszadach „droga blasku”, z której nie przechodzi się do kolejnej inkarnacji[15]

## Odmiany stanu wyzwolenia

### Rodzaje wyzwolenia
- Muktikopaniszad opisuje następujące rodzaje wyzwolenia:
  - salokja – bezcielesny jogin rezydujący w brahmaloce w błogości, bliski Brahmie, postrzegający Go wszędzie we wszechświecie
  - sarupja – jogin zrównany z formą Brahmy, tożsamy
  - samipja – bliskość nieznająca przeszkód w zbliżeniu
  - sajudźja – jedność z Brahmą osiągnięta poprzez samadhi powodująca kompletną identyfikację[16].

- Bhagawatapurana (III.29.13):
  - sajudźja
  - salokja
  - sarupja
  - sarszti
  - samipja

- Dźiwa Goswamin[17]
  - antar – jedynie wewnętrzne doświadczenie
  - bahis – zewnętrzne doświadczenie Bhagawana

### Poglądy na różnice w jakości stanu końcowego
- Ramanudźa głosił pogląd o istnieniu tylko jednego rodzaju mukti doświadczanego przez różnych wyzwolonych[18]
- Nimbarka i Ćajtanja uznawali możliwość doświadczania stanu wyzwolenia na różne sposoby[18]
- Madhwa wskazywał na gradację pozycji wyzwolonych dusz i wynikające z tego różnice w odczuwaniu błogości. Rozróżniał cztery rodzaje wyzwolenia dostępne dla bhaktów i piąty (sarszti) przynależny jedynie dewom (istotom niebiańskim)[19].
- Komentując rodzaje wyzwolenia Bhagawan Ramana Mahariszi objaśnia, iż nie ma różnic w jakości doświadczenia tego, który odszedł do brahmaloki metodami dewajany i tam osiągnął wyzwolenie, oraz mahatmy (wyzwolonego w chwili śmierci) i dźiwanmukty (wyzwolonego za życia)[20].

### Droga po wyzwoleniu
- Niektóre systemy hinduistyczne nie uważają, że moksza to najwyższy cel istoty ludzkiej. Dla nich to dopiero brama. Przykładami mogą być śajwasiddhanta i wisznuizm bhagawatów[21]

- Filozofia nathów wskazuje na ważność osiągnięcia paramukti ("wyższego wyzwolenia"), jako drugiego stopnia wyzwolenia. Zajść ono może po stopniu pierwszym, będącym stanem dźiwanmukty[22].

## Pośrednie i bezpośrednie przyczyny wyzwolenia
- anubhawa – akt intuicyjnego rozpoznania tożsamości własnej jaźni (atmana) i Brahmana. Według Śankary, doświadczenie to poprzedzają:
  - panditja – stan nauki
  - balja – stan dziecięcej prostoty
  - muni – stan milczącego ascety[23]

- anubhuti – wniknięcie w swoją jaźń (atmana)
- widja – wiedza usuwająca błędne poznanie i niewiedzę (awidja)
- dźńana – poprzez bezpośrednie poznanie swojej jaźni jako atmana identycznego z brahmanem
- pradźńa w ujęciu Jogasutr Patańdźalego to czynnik bezpośrednio powodującym wyzwolenie u jogina[24]. Źródłem pradźńi jest wiwekakhjati (poznanie rozróżniające).
- brahmadhjana (jako urzeczywistnienie jakości sat-ćit-ananda) – uwalnia człowieka od konieczności inkarnacji[25]

- mahawakja – realizacja stanu opisywanego mantrami Upaniszad
- sajudźja – stan jogi z osobową formą boga

- łaska Wisznu – zdaniem dwajtawedanty Madhwy dźiwa jedynie zdobywa zdolność do mokszy, która nadchodzi jako akt łaski ze strony Wisznu po opanowaniu wiedzy świętych ksiąg i umiejętności nieprzerwanej medytacji[26]

- łaska Śiwy (prasada) – opisana w Iśwaragicie jako przynosząca wygaszenie nirwana na drodze praktyki ośmiostopniowej asztangajogi[27]

- łaska Rudry umożliwiała osiągnięcie wyzwolenia sadhace tradycji paśupatów[28]

- budhjamana – gdy ta tattwa uświadomi sobie swą naturę (swarupa) jako transcendentną świadomość, staje się wolna (kewala)[29]

- iśwaranugraha (łaska Iśwary) pozwala joginowi, podążającemu poprzez suszumnanadi metodami dewajany (drogi dew), osiągnąć świat boga[30]

- mrytoddhara – pośmiertne rytuały kremacji i wybawienia, wyzwalający sakrament w tantryzmie[31]

- osiągnięcie ciała pranawy w siddhamardze[32]

- aweśa (owładnięcie), występująca jako rozwinięty stały stan posesji przez Mahabhajrawę, owocuje stanem końcowego wyzwolenia według doktryny kapalików[33]

- rozpoznanie tożsamości natury Śiwy i natury duszy (w doktrynie systemu pratjabhidźni)[34]

## Terminy hinduistyczne określające stan wyzwolenia
- amrytatwa - nieśmiertelność (w niebie) uzyskiwana przez ofiarnika drogą zasługi z rytuału ogniowego agnićajany według Tajttirijabrahmana|Tajttirijabrahmany
- mukti – w doktrynach upaniszad i wedanty

- - wimukti
  - widehamukti
- moksza – (wyzwolenie[35]) we wczesnej sankhji i wedancie oraz njai, waiśeszice, mimansie
  - wimoksza
- kaiwalja – ostateczne wyzwolenie poprzedzone dharmameghasamadhi w jodze[36] i sankhji[37]

- atmabodha – poznanie siebie jako poznanie atmana, następujące po usunięciu niewiedzy[38]
- apawarga (trl. apavarga, uwalnianie)[39] – uwalnianie poprzez postrzeganie właściwej natury widza[40]

- rudrasajudźjam – wyzwolenie jako zjednoczenie z Rudrą w systemie paśupatów[41]

- turija – czwarty stan
  - turijaga – stan końcowy w nauczaniu ryszi Wasiszthy zawartym w Jogawasisztharamajana[14].

- brahmanirwana – osiągnięcie absolutu-brahmana, najwyższe szczęście; w naukach Mahabharaty, Kryszny w Bhagawadgicie i późnych upaniszad[42]
  - nirwana – oświecenie w tradycji buddyzmu i dźinizmu, termin sporadycznie używany w nauczaniu niektórych guru
- mahasamadhi – zakończenie bieżącej inkarnacji, kres życia powłoki fizycznej jednostki

- parama gati (sansk. najwyższy stan) z kodeksu Manusmryti[43]
- paramwiśram (najwyższe wyciszenie) – ramaicki spokój najwyższej miary (Banadas: Ubhajprabodhakramajan, księga siódma pt. Śanti khand)[44]

- patidaśa (stan Pana) – ‘najwyższe doświadczenie’ w naukach Śiwasutr[45]
- atjantikapralaja (nieskończona pralaja) – rozpłynięcie jako ostateczne wyzwolenie z sansary, jeden z rodzajów pralaji opisywany w puranach[46]

- niwrytti (trl. nivṛtti, zaprzestanie). Przeciwieństwo osiągania ziemskich celów (prawrytti)[47].

## Terminy hinduistyczne określające wyzwolonego
- Wczesne upaniszady:
  - dhira
  - muni
  - brahmawit
  - juktatma
  - atmasanstha
  - mahatma (Wielki Duch) – osiągnie wyzwolenie w momencie śmierci ciała fizycznego, następuje wtedy połączenie z Jaźnią[48]

- Późne upaniszady:
  - dźiwanmukta (Muktikopaniszad) – wyzwolony za życia

- nitjamukta – odwiecznie wolny, nie potrzebujący inkarnacji w świecie ziemskim[49]

- Bhagawadgita:
  - sthitapradźńa – umocniony w mądrości
  - brahmabhuta
  - muni
  - jogajuktatma
  - mukta – wolny

- Jogasutry Patańdźalego:
  - kaiwaljin
  - ćaramadeha – ten, który (zredukował kleśa i) ma fizyczne ciało po raz ostatni (II.4, IV.7)
  - siddhantin – osiąga wyzwolenie w chwili śmierci, stając się pełną emanacją wszechwiedzy i wszechmocy Śiwy[50]

- mokszarthin – ten, który pragnie osiągnąć mokszę (wyzwolenie)[51]

- widehamukta -"wyzwolony w śmierci"[52]

## Istota stanu wyzwolenia
Wartości natury soteriologicznej, jakie osiąga się wraz z przezwyciężeniem niewiedzy (awidja) oraz uwikłania w świat (inkarnacja) i nadejściem wyzwolenia, systemy indyjskie wskazują tak różne – jak różnorodne nurty hinduizm w sobie objął poprzez wielowiekową ciągłość i rozwój coraz to nowych nurtów:
- uwolnienie od cierpień i wszelkich negatywności, napełnienie spokojem i błogością – dzięki mokszy (njaja)
- przebudzenie do realnego życia ze snu, którym omamiły jednostkę maja i karman (upaniszady)
- oddzielenie puruszy od świata materialnego i pozostałych tattw – ewolutów prakryti (według systemu sankhja)
- ostateczne oddzielenie puruszy od gun[53]
- osiągnięcie prawdziwej postaci (swarupa) duszy (dźiwa) i wolności (kaiwalja) (Jogasutry)
- nawiązanie relacji miłosnej z Bogiem, służenie przez duszę (dźiwa) jego Osobie i pragnienie miłosnego zadowolenia Bhagawana wypełniające całe pole świadomości aż do zniweczenia nawet pragnienia jakiegokolwiek innego wyzwolenia (Bhagawatapurana)[54]
- osiągnięcie miłości o jakości boskiej (bhakti), ponad rozkoszami zmysłowymi (bhukti) i pragnieniem wyzwolenia (mukti), awansując do stanu wiecznego obcowania (w funkcji sługi, przyjaciela, rodzica lub kochanka) z Kryszną (wisznuizm Ćajtanji)[55]
- bezpośrednie nieodwracalne zjednoczenie z Śiwą, osiągane po śmierci (lingajaci)[56]
- nierozróżnialne jakościowo (abhibhāga) zjednoczenie i zrównanie atmana z Brahmanem (adwajtawedanta)
- osiądnięcie stanu zjednoczenia z Absolutem[57]

## Skutki wyzwolenia dla jaźni

### Osiągnięcie poziomu niebios
Zdaniem niektórych szkół (szczególnie propagujących stopniowy proces), po wyzwoleniu i śmierci fizycznego ciała, nie następuje zanik wszystkich ciał subtelnych (kosza), a dźiwa oraz subtelniejsze powłoki miałyby doznawać stanu błogości (przyjemności) w niebiosach (loka):
- braministyczna Tajttirijasanhita opisuje agnićajanę, publiczny rytuał ofiarniczy, którego skutkiem patron (ofiarnik) zyskiwał po śmierci zamieszkanie w niebie swarga (swargaloka) boga Indry

- poglądy takie odnaleźć można w nauczaniu szkół, których autorytetami są święci: Adi Śankara, Ramanudźa, Dźajmini, Swami Dajananda Saraswati, oraz purany (smryti)[58]
- dla śiwaickiego bramina z tradycji smartyzmu, wyzwolenie następuje w chwili śmierci jako osiągnięcie nieba Śiwy (śiwaloka)[59].

### Zachowanie tożsamości
- Ramanudźa uznając iż dusza nie podlega zmianom i jest bezczynna, odmawia jej możliwości utraty jednostkowej tożsamości w chwili wyzwolenia. Atman w tym ujęciu wiśisztadwajty ma jedyne i niepowtarzalne poczucie tożsamości, które po osiągnięciu mokszy nadal pozostają jako doświadczenie odrębności od Boga i pozostałych wyzwolonych dusz[60].

- W naukach śuddhadwajty (czystego niedualizmu satgunicznej bhakti) Wallabhy, najwyższym celem nie jest mukti, lecz poprzez doskonałą postawę bhakty, wieczna służba dla Kryszny. Dzięki jego łasce wyznawca niweczy jakąkolwiek różnicę pomiędzy swoim atmanem a Brahmanem, odkrywając tożsamość iskry i ognia[61].

- W naukach Ćajtanji Mahaprabhu celem jest bhakti, rozumiana jako inna nazwa dla mukti. To koncepcja miłości i obcowania z bóstwem (bez utraty swej tożsamości), jako owoców wyzwolenia[62].

- Akrytibhakti (naturalne, niesztuczne bahkti[63]) jako cel według Dźńaneśwara, stan świadomości będący zjednoczeniem z bogiem, jednak nieznoszący odrębności jednostki, powodujący jednak iż świadomość boga jest też świadomością bhakty. Wypływ duchowej miłości (prema) z jaźni czciciela do jaźni bóstwa jest warunkiem zaistnienia tego stanu. Ostatecznie dochodzi do odpowiedzi boga na miłość bhakty. Bóstwo przyjmuje postawę analogiczną do kochającej kobiety w relacji z ukochanym i ma miejsce zwrotny przepływ mistycznej miłości z jaźni bóstwa do jaźni czciciela.

### Utrata tożsamości
- Joga objaśnia, że po nastaniu kaiwalji, śmierć wszystkich ciał subtelnych powoduje brak organów percepcji (indrija), w tym również percepcji niebios i ich właściwości. Nieśmiertelna jaźń, oddzieliwszy się od prakryti i jej aktywności, pozostaje sama, a jej stan szczęśliwości wynika z pełnego kontaktu z Brahmą wszechprzenikającym całość wszechświata, będącego w hinduizmie postacią stwórcy[64] (adekwatność realizacji zaniku rozdzielenia i jakościowej tożsamości atman-brahman).

- Adi Śankara pojmuje stan wyzwolonego jako całkowite wygaśnięcie jakichkolwiek indywidualnych cech i wchłonięcie przez Brahmana[65].